# Championnats d'Asie d'athlétisme en salle 2004
Les 1ers Championnats d'Asie d'athlétisme en salle se sont déroulés à Téhéran, en Iran en 2004. 

## Résultats

### Hommes
| Event | Or                                                               | Or                | Argent                         | Argent         | Bronze                    | Bronze         |
| --- | ---------------------------------------------------------------- | ----------------- | ------------------------------ | -------------- | ------------------------- | -------------- |
| 60 m | Abdolghaffar Saghar IRI                                          | 6 s 76 CR         | To Wai Lok HKG                 | 6 s 78         | Shen Yunbao CHN           | 6 s 79         |
| 200 m | Tomoyuki Arai JPN                                                | 21 s 56 CR        | Liu Haitao CHN                 | 21 s 63        | Adel Mohammed BHR         | 21 s 87        |
| 400 m | Mohammad Akefian IRI                                             | 48 s 71 CR        | Edward Mangasar IRI            | 48 s 76        | Esmaeil Kaboutaran IRI    | 49 s 32        |
| 800 m | Rashid Ramzi BHR                                                 | 1 min 48 s 03 AR  | Sajjad Moradi IRI              | 1 min 48 s 48  | Yusuf Saad Kamel BHR      | 1 min 48 s 89  |
| 1500 m | Rashid Ramzi BHR                                                 | 3 min 55 s 73 CR  | Sajjad Moradi IRI              | 3 min 56 s 00  | Ehsan Mohajer Shojaei IRI | 3 min 56 s 06  |
| 3000 m | Mushir Salem Jawher BHR                                          | 8 min 11 s 90 CR  | Wu Wen-chien TPE               | 8 min 24 s 39  | Omid Mehrabi IRI          | 8 min 33 s 00  |
| 60 m haies | Wu Youjia CHN                                                    | 7 s 77 CR         | Rouhollah Askari IRI           | 7 s 82         | Mohd Robani Hassan MAS    | 8 s 03         |
| 5000 m marche | Amir Kheirgoo IRI                                                | 22 min 12 s 27 CR | Ebrahim Rahimian IRI           | 22 min 19 s 56 | Sitaram Basat IND         | 22 min 22 s 92 |
| 4 × 400 m | IRI Edward Mangasar Iraj Iri Mohammad Akefian Esmaeil Kaboutaran | 3 min 16 s 99 CR  | IND                            | 3 min 19 s 91  | BHR                       | 3 min 22 s 21  |
| Saut en hauteur | Yuriy Pakhlyayev KAZ                                             | 2,23 m CR         | Zheng Ting CHN                 | 2,19 m         | Shuhei Manabe JPN         | 2,15 m         |
| Saut à la perche | Zhang Hongwei CHN                                                | 5,40 m CR         | Eshagh Ghaffari IRI            | 5,00 m         | Mohsen Rabbani IRI        | 5,00 m         |
| Saut en longueur | Mohammed Al-Khuwalidi KSA                                        | 7,94 m CR         | Ahmed Al-Dosari KSA            | 7,76 m         | Cai Peng CHN              | 7,58 m         |
| Triple saut | Zhu Shujing CHN                                                  | 16,57 m CR        | Mohammad Hazzory SYR           | 16,42 m NR     | Denis Saurambayev KAZ     | 16,17 m        |
| Lancer du poids | Amin Nikfar IRI                                                  | 18,33 m CR        | Ali Rahmani IRI                | 18,30 m        | Wang Zhiyong CHN          | 17,93 m        |
| Heptathlon | Pavel Dubitskiy KAZ                                              | 5570 pts CR       | Ahmad Hajmohammad-Hosseini IRI | 5387 pts       | Rifat Artikov UZB         | 5299 pts       |
| Records et Performances - AR : Record continental (area record) - CR : Record des championnats (championship record) - MR : Record du meeting (meet record) - NR : Record national (national record) - OR : Record olympique (olympic record) - PR : Record paralympique (paralympic record) - PB : Record personnel (personal best) - SB : Meilleure performance personnelle de la saison (season's best) - WL : Meilleure performance mondiale de l'année (world leader) - WJR : Record du monde junior (world junior record) - WR : Record du monde (world record) Circonstances et Conditions - DNF : N'a pas terminé (did not finish) - DNS : N'a pas pris le départ (did not start) - DQ : Disqualification (disqualification) - NM : Aucun essai valable enregistré (No Mark) - Q : Qualifié « directement » au prochain tour (ou à la prochaine compétition), lors d'une compétition majeure, grâce au classement ou à la réalisation des minima (automatic qualifier) - q : Qualifié au prochain tour (ou à la prochaine compétition), lors d'une compétition majeure, grâce au repêchage ou à la réalisation de l'une des meilleures performances parmi celles des « non qualifiés directement » (grâce au meilleur temps ou à la meilleure distance par exemple) (secondary qualifier) |                                                                  |                   |                                |                |                           |                |

### Femmes
| Event | Or                                                             | Or                | Argent                                                                  | Argent         | Bronze                    | Bronze         |
| --- | -------------------------------------------------------------- | ----------------- | ----------------------------------------------------------------------- | -------------- | ------------------------- | -------------- |
| 60 m | Zou Yingting CHN                                               | 7 s 41 CR         | Roqaya Al-Gassra BHR                                                    | 7 s 48         | Saori Kitakaze JPN        | 7 s 52         |
| 200 m | Xie Rong CHN                                                   | 23 s 91 CR        | Roqaya Al-Gassra BHR                                                    | 24 s 18        | Asami Tanno JPN           | 24 s 99        |
| 400 m | Tatyana Roslanova KAZ                                          | 54 s 46 CR        | Roqaya Al-Gassra BHR                                                    | 55 s 29        | Pinki Pramanik IND        | 55 s 64        |
| 800 m | Miki Nishimura JPN                                             | 2 min 10 s 04 CR  | Liu Qing CHN                                                            | 2 min 14 s 43  | Pinki Pramanik IND        | 2 min 15 s 06  |
| 1500 m | Xie Sainan CHN                                                 | 4 min 29 s 43 CR  | Svetlana Lukasheva KAZ                                                  | 4 min 36 s 94  | Leila Ebrahimi IRI        | 4 min 49 s 35  |
| 3000 m | Svetlana Lukasheva KAZ                                         | 10 min 10 s 05 CR | Leila Ebrahimi IRI                                                      | 10 min 23 s 25 | Elham Zanbouri IRI        | 11 min 08 s 20 |
| 60 m haies | Xu Jia CHN                                                     | 8 s 34 CR         | Tomoko Motegi JPN                                                       | 8 s 48         | Padideh Bolourizadeh IRI  | 9 s 19         |
| 3000 m marche | Jasmin Kaur IND                                                | 14 min 54 s 15 CR | Ameneh Safavi IRI                                                       | 17 min 09 s 44 | Homa Sheikhan IRI         | 17 min 47 s 55 |
| 4 × 400 m | IRI Zohreh Farjam Mina Pourseifi Hadis Shahrami Leila Ebrahimi | 4 min 00 s 48 CR  | IRI Atefeh Shadman Nobahar Rezvan Somayyeh Mehrban Maedeh Chavoshizadeh | 4 min 03 s 41  | Pas de médaille attribuée |                |
| Saut en hauteur | Miyuki Aoyama JPN                                              | 1,83 m CR         | Bobby Aloysius IND                                                      | 1,81 m         | Sahana Kumari IND         | 1,79 m         |
| Saut à la perche | Zhang Na CHN                                                   | 4,20 m CR         | Roslinda Samsu MAS                                                      | 4,00 m         | Chang Ko-hsin TPE         | 3,95 m         |
| Saut en longueur | Xu Bei CHN                                                     | 6,30 m CR         | Jetty C. Joseph IND                                                     | 5,98 m         | Wang Kuo-huei TPE         | 5,95 m         |
| Triple saut | Xie Limei CHN                                                  | 13,39 m CR        | Svetlana Klimina UZB                                                    | 12,83 m        | Wang Kuo-huei TPE         | 12,61 m NR     |
| Lancer du poids | Zhang Xiaoyu CHN                                               | 17,38 m CR        | Iolanta Ulyeva KAZ                                                      | 16,78 m        | Olga Shukina UZB          | 14,75 m        |
| Pentathlon | Yuki Nakata JPN                                                | 3977 pts CR       | Padideh Bolourizadeh IRI                                                | 3528 pts       | Svetlana Pessova TKM      | 3287 pts NR    |
| Records et Performances - AR : Record continental (area record) - CR : Record des championnats (championship record) - MR : Record du meeting (meet record) - NR : Record national (national record) - OR : Record olympique (olympic record) - PR : Record paralympique (paralympic record) - PB : Record personnel (personal best) - SB : Meilleure performance personnelle de la saison (season's best) - WL : Meilleure performance mondiale de l'année (world leader) - WJR : Record du monde junior (world junior record) - WR : Record du monde (world record) Circonstances et Conditions - DNF : N'a pas terminé (did not finish) - DNS : N'a pas pris le départ (did not start) - DQ : Disqualification (disqualification) - NM : Aucun essai valable enregistré (No Mark) - Q : Qualifié « directement » au prochain tour (ou à la prochaine compétition), lors d'une compétition majeure, grâce au classement ou à la réalisation des minima (automatic qualifier) - q : Qualifié au prochain tour (ou à la prochaine compétition), lors d'une compétition majeure, grâce au repêchage ou à la réalisation de l'une des meilleures performances parmi celles des « non qualifiés directement » (grâce au meilleur temps ou à la meilleure distance par exemple) (secondary qualifier) |                                                                |                   |                                                                         |                |                           |                |

## Tableau des médailles
| Rang  | Nation | Or | Argent | Bronze | Total |
| ----- | ------ | -- | ------ | ------ | ----- |
| 1     | CHN    | 11 | 3      | 3      | 17    |
| 2     | IRI    | 6  | 12     | 8      | 26    |
| 3     | KAZ    | 4  | 2      | 1      | 7     |
| 4     | JPN    | 4  | 1      | 3      | 8     |
| 5     | BHR    | 3  | 3      | 3      | 9     |
| 6     | IND    | 1  | 3      | 4      | 8     |
| 7     | KSA    | 1  | 1      | 0      | 2     |
| 8     | TPE    | 0  | 1      | 3      | 4     |
| 9     | UZB    | 0  | 1      | 2      | 3     |
| 10    | MAS    | 0  | 1      | 1      | 2     |
| 11    | HKG    | 0  | 1      | 0      | 1     |
| 11    | SYR    | 0  | 1      | 0      | 1     |
| 13    | TKM    | 0  | 0      | 1      | 1     |
| Total | Total  | 30 | 30     | 29     | 89    |